# دانشگاه جامع بین‌المللی ایرانیان
دانشگاه جامع بین‌المللی ایرانیان عنوانی است که محمود احمدی‌نژاد و نزدیکانش در سال‌های پایانی دولت خود برای تأسیس یک دانشگاه برگزیدند تا به عنوان دانشگاهی غیرانتفاعی و غیردولتی در تهران فعالیت کند. در دوران ریاست جمهوری احمدی‌نژاد وزارت علوم تحقیقات و فناوری در سال ۱۳۹۰ اعلام کرد که این دانشگاه موفق به اخذ موافقت اصولی از شورای گسترش آموزش عالی شده است. این دانشگاه در صورت تصویب اساسنامه آن و تأسیس شدن، بدون کنکور و با کنکور در تمام مقاطع تحصیلی از جمله دکتری برای آموزش حضوری امکان فعالیت دارد. در ابتدا وعده تأسیس دانشگاهی به این نام در تاریخ ۱ آبان ۱۳۸۹ توسط دبیر شورای عالی امور ایرانیان خارج از کشور داده شد؛ اما چندی بعد خانه ایرانیان که دولتی یا خصوصی بودن آن مورد بحث است درخواست تأسیس آن را ارائه کرد. محمود احمدی‌نژاد نیز در آخرین گفتگوی تلویزیونی‌اش که در آخرین شب فعالیت دولت دهم اجرا شد، به معرفی دانشگاه ایرانیان پرداخت و بنیان‌گذاری این دانشگاه را اصلی‌ترین برنامه کاری خود پس از اتمام دوره ریاست جمهوری‌اش اعلام کرد و حتی با اعلام شماره حسابی که به نام خود وی بود، از مردم درخواست کرد با واریز داوطلبانه پول به حساب بانکی‌اش، در این دانشگاه سرمایه‌گذاری کنند. اما با این وجود، در اولین روز بعد از پایان کار دولت دهم، شورای عالی انقلاب فرهنگی با تأسیس چنین دانشگاهی مخالفت کرد. این شورا حضور اسامی فاقد صلاحیتی همچون اسفندیار رحیم مشایی و حمیدرضا بقایی را موجب این مخالفت اعلام کرد.
چگونگی موافقت شورای انقلاب فرهنگی با تأسیس این دانشگاه و اتهام استفاده از رانت که از سوی برخی منتقدین مطرح شد و همچنین اتهام فساد مالی ناشی از انتقال ۱۶۰ میلیارد ریال از بودجه نهاد ریاست جمهوری در روز آخر فعالیت دولت و سایر منابع مالی و امکانات، این دانشگاه را در مظان فساد مالی قرار داد. همچنین کوچ احمدی‌نژاد و مهره‌های کلیدی دولتش به این دانشگاه پس از پایان ریاست جمهوری در کنار ابهامات و سؤالات دربارهٔ چگونگی اخذ مجوز تأسیس دانشگاه، باعث جنجالی شدن آن در تابستان ۱۳۹۲ شد.

## پیش‌زمینه
در آبان ۱۳۸۹محمد شریف ملک‌زاده دبیر شورای عالی امور ایرانیان خارج از کشور در مراسم افتتاح مرکز رسیدگی به امور ایرانیان خارج از کشور در فرودگاه بین‌المللی امام خمینی و در حضور اسفندیار رحیم‌مشایی جانشین محمود احمدی‌نژاد در شورایعالی امور ایرانیان خارج از کشور خبر، از تأسیس «بزرگترین دانشگاه جامع بین‌المللی ایرانیان مقیم خارج» داد.

## تأسیس و انتقادات
گرچه ابتدا تأسیس دانشگاهی بدین نام توسط شورای عالی امور ایرانیان خارج از کشور وعده داده شده بود اما در اردیبهشت ۱۳۹۰ (۷ ماه بعد از اولین مصاحبه دبیر این شورا) رسانه‌ها از موافقت شورایعالی انقلاب فرهنگی با تأسیس چنین دانشگاهی خبر دادند. به ادعای خبرگزاری فارس در مکاتبات معاون آموزشی وزارت علوم، برای ریاست هیئت امنای این دانشگاه از اسفندیار رحیم‌مشایی نام برده شده‌بود. انتشار این خبر دوره‌ای بود که مناسبات بین مجلس شورای اسلامی از یک سو و احمدی‌نژاد و رحیم‌مشایی از سوی دیگر تیره شده بود و کمیسیون آموزش و تحقیقات مجلس اعلام کرد که این کمیسیون برای جلسه رسیدگی به وضعیت این دانشگاه، کامران دانشجو (وزیر علوم) را به مجلس فرا خوانده‌است.
از دیگر انتقاداتی که مطرح شده بود، بحث غیرقانونی بودن جذب دانشجو تنها در دو مقطع کارشناسی ارشد و دکترای تخصصی می‌باشد. به گفته علی آهون‌منش، دبیر اتحادیه دانشگاه‌های غیرانتفاعی ایران، بنابر مقررات وزارت علوم اگر دانشگاهی بخواهد دانشجوی کارشناسی ارشد و دکتری بگیرد، باید برای پذیرش دانشجوی ارشد، در همان رشته دانشجوی فارغ‌التحصیل کاردانی داشته باشد؛ در حالیکه در این دانشگاه مقطع کاردانی ارائه نمی‌شود.
در مرحله بعدی تأسیس دانشگاه، وزارت علوم در اطلاعیه‌ای که در ۱۸ خرداد ۱۳۹۰ منتشر ساخت، اعلام کرد خانه ایرانیان که نهادی غیردولتی است، درخواست تأسیس این دانشگاه را عنوان کرده‌است. در ادامه اطلاعیه آمده‌است: «براساس ضوابط و مقررات تأسیس و راه‌اندازی مؤسسات آموزش عالی، موافقت اصولی تنها با تأیید اعلام نیاز و امکان‌سنجی برای تأسیس یک مجموعه آموزشی در شورای گسترش آموزش عالی میسر است که پس از فراهم کردن امکانات زیر ساختی، نیروی انسانی و… بررسی مجدد و تصویب اساسنامه پیشنهادی در شورای گسترش؛ درصورت داشتن شرایط لازم، با طی مراحل قانونی به صدور مجوز قطعی تأسیس تبدیل می‌شود. ضمناً در صورتی که متقاضی، خواستار فعالیت مؤسسه آموزشی غیردولتی در تهران باشد، کسب مجوز از شورایعالی انقلاب فرهنگی نیز لازم است. طی مراحل قانونی بعدی برای این مجموعه یا هر مجموعهای که متقاضی باشد، منوط به تصویب اساسنامه پیشنهادی، ارائه مستندات قانونی و تأمین شرایط مورد نیاز است. لازم است ذکر شود در دفتر آموزش‌های آزاد این وزارت بیش از چهل موافقت اصولی که هنوز مراحل بعدی آن به علت عدم احراز شرایط لازم طی نشده‌است موجود است. ضمناً با توجه به حساسیت موضوع (جذب ایرانیان خارج از کشور)، پس از تعدیل‌های صورت گرفته، بر اساس آخرین اطلاعات تعدادی از معاونین رئیس جمهور، وزرا و جانشین رئیس شورای عالی امور ایرانیان خارج از کشور نیز به عنوان اعضاء هیئت مؤسس در دانشگاه مذکور به این وزارت پیشنهاد و معرفی شده‌اند.»
در شهریور ۱۳۹۲ نیز یک منبع آگاه در شورای عالی انقلاب فرهنگی دربارهٔ آخرین وضعیت مجوز دانشگاه ایرانیان محمود احمدی‌نژاد و انتصاب اخیر برخی از معاونان این دانشگاه اظهار داشت: اگر احمدی‌نژاد رئیس دانشگاه باشد می‌تواند معاونان خود را در این دانشگاه معرفی کند، اما با توجه به اینکه انتصاب این معاونان قبل از تأیید نهایی شورای عالی انقلاب فرهنگی انجام شده اگر یکی از اعضای شورا در این زمینه استفسار کند، آن زمان مسئله برای بررسی به بخش حقوقی این شورا واگذار خواهد شد.

## معرفی اعضای هیئت مؤسس دانشگاه
کامران دانشجو به کمیسیون آموزش مجلس فراخوانده شد تا در خصوص اعضای هیدت مؤسس دانشگاه و برخی ابهامات دیگر این موضوع پاسخگو باشد. دانشجو در این جلسه اسامی ۷ را معرفی کرد که همگی از اعضای دولت وقت ایران بودند. این اسامی به این شرح است:
- مرضیه وحید دستجردی (وزیر وقت بهداشت)
- علی‌اکبر صالحی (وزیر امور خارجه)
- لطف‌الله فروزنده (معاون توسعه مدیریت و سرمایه انسانی)
- ابراهیم عزیزی (معاون برنامه‌ریزی و نظارت راهبردی)
- حمید بقایی (معاون اجرایی)
- اسفندیار رحیم‌مشایی (جانشین رئیس شورایعالی امور ایرانیان خارج از کشور)
- محمد شریف ملک‌زاده (دبیرکل شورایعالی امور ایرانیان خارج از کشور)

انتشار این اسامی در همان زمان این سؤال را مطرح کرد که حضور هفت عضو کاملاً دولتی در یک مؤسسه غیردولتی، آیا به هدف رانت‌خواری انجام شده است؟
محمود احمدی‌نژاد، رئیس دانشگاه جامع بین‌المللی ایرانیان، در احکام جداگانه‌ای مسئولان این دانشگاه را منصوب کرد:
- سید شمس‌الدین حسینی، رئیس مجتمع اقتصادی و مالی
- محمدرضا شمس اردکانی، رئیس مجتمع علوم پزشکی
- عبدالرضا شیخ‌الاسلامی، رئیس مجتمع فنی و مهندسی
- حمید بقائی، معاون پشتیبانی
- بهروز مرادی، معاون طرح و برنامه و نمایندگی‌های دانشگاه

## مخالفت شورا با هیئت رئیسه دانشگاه
شورایعالی انقلاب فرهنگی در اولین روز پس از پایان کار دولت دهم، اعلام کرد که با تأسیس این دانشگاه موافق نیست و علت آن نیز حضور اسامی اسفندیار رحیم‌مشایی و حمیدرضا بقایی در فهرست اعضای هیئت مؤسس دانشگاه است؛ زیرا بر اساس مقررات وزارت علوم، هر دانشگاه غیرانتفاعی باید ۷ تا ۸ عضو هیئت علمی داشته باشد. این مؤسسات موظفند در چارت سازمانی خود، از ۳ عضو هیئت علمی با مرتبه استادیاری به بالا و یک روحانی واجدالشرایط بهره ببرند؛ بنابراین اسفندیار رحیم‌مشایی که هم‌اکنون دانشجوی کارشناسی ارشد حقوق بین‌الملل دانشگاه پیام‌نور می‌باشد، فاقد صلاحیت عضویت در هیئت مؤسس دانشگاه است.